# Horia Mosadiq
 (novembre 2021).
Horia Mosadiq est une militante afghane des droits de l'homme, analyste politique et journaliste. Elle fait face à des menaces personnelles pour son travail de militante et de journaliste. Mosadiq travaille actuellement[Quand ?] pour Amnesty International.

## Biographie
Mosadiq est enfant lorsque l'Afghanistan est envahie par les Soviétiques en 1979. Mosadiq commence à étudier le journalisme à l'Université de Kaboul en 1992. Elle est forcée d'arrêter d'aller à l'université et quitte l'Afghanistan peu de temps après le renversement du gouvernement de Najibullah. Elle et sa famille cherchent refuge au Pakistan en 1995, où elle travaille à Islamabad en tant que journaliste pour United Press International. Mosadiq termine finalement sa maîtrise en relations publiques de l'Université de Berkeley.
Après l'invasion de l'Afghanistan par les États-Unis et la Grande-Bretagne en 2002, elle retourne dans son pays d'origine et commence à travailler pour Amnesty International à Kaboul, qui ne reste ouverte que jusqu'en 2003. Après cela, elle effectue divers travaux pour différentes agences des droits de l'homme. Elle fournit également des commentaires politiques pour Newsweek en 2004.
Mosadiq commence à recevoir des menaces de ceux qui n'aiment pas son activisme. En 2008, Amnesty International l'aide, elle et sa famille, à déménager à Londres, où elle commence à travailler pour Amnesty International avec un visa de permis de travail. Son mari s'était fait tirer dessus et le visage de sa fille avait été lacéré. Mosadiq déclare que "tant que les menaces étaient dirigées contre moi, je m'en fichais parce que lorsque vous décidez quoi faire, vous êtes également conscient des dangers. Mais quand tout était dirigé contre ma famille, il était assez difficile de voir votre famille payer pour ce que vous faites.".
Mosadiq travaille actuellement pour Amnesty International en tant que chercheuse sur l'Afghanistan. Elle commence à travailler pour eux à ce titre en 2008. En tant que membre d'Amnesty International, elle voyage fréquemment entre Londres et Kaboul. Mosadiq fournit ses recherches pour le rapport d'Amnesty International, "Fuir la guerre, trouver la misère : le sort des déplacés internes en Afghanistan". Elle rapport également à CNN News dans une interview que si les progrès en matière de droits humains se sont produits très lentement depuis 2002 en Afghanistan, Amnesty International constate des progrès au fil du temps.